# RCH in het seizoen 1966/67
Het seizoen 1966/1967 was het 12e jaar in het bestaan van de Heemsteedse betaaldvoetbalclub RCH. De club kwam uit in de Eerste divisie en eindigde daarin op de 13e plaats. Tevens deed de club mee aan het toernooi om de KNVB beker, hierin werd in de kwartfinale verloren van Go Ahead (0–1).

## Wedstrijdstatistieken

### Eerste divisie
|       | Alkmaar '54 | Blauw-Wit | FC Den Bosch/BVV | SC Cambuur | D.F.C. | DHC '66 | SC Drente | Eindhoven | De Graafschap | Heracles | Holland Sport | N.E.C. | RBC   | SVV   | Velox | Vitesse | Volendam | De Volewijckers | FC Zaanstreek |
| ----- | ----------- | --------- | ---------------- | ---------- | ------ | ------- | --------- | --------- | ------------- | -------- | ------------- | ------ | ----- | ----- | ----- | ------- | -------- | --------------- | ------------- |
| Thuis | 3 – 1       | 2 – 2     | 1 – 0            | 1 – 1      | 2 – 0  | 0 – 0   | 0 – 1     | 2 – 0     | 1 – 4         | 2 – 0    | 1 – 0         | 1 – 1  | 1 – 3 | 4 – 0 | 2 – 3 | 1 – 5   | 0 – 0    | 2 – 2           | 4 – 0         |
| Uit   | 3 – 1       | 0 – 0     | 2 – 0            | 2 – 0      | 2 – 2  | 3 – 0   | 0 – 0     | 2 – 1     | 1 – 2         | 2 – 0    | 1 – 3         | 2 – 1  | 3 – 1 | 1 – 1 | 0 – 1 | 1 – 0   | 3 – 0    | 0 – 0           | 2 – 1         |

### KNVB beker
| 1e ronde                                     | RCH                                                                         | 4 – 1 (1 – 0) | FC Twente          |
| 2 april 1967 Plaats: Heemstede Sportparklaan | Jan Doesselaar 43' Gerrie de Goede 63' Dick Meijer 83' Koos van Weerlee 87' |               | 61' Paja Samardžić |
| 2e ronde                                     | RCH                                                                         | 3 – 0 (0 – 0) | Elinkwijk          |
| 7 mei 1967 Plaats: Heemstede Sportparklaan   | Dick Meijer 66', 73' Ries Coté 88'                                          |               |                    |
| Kwartfinale                                  | RCH                                                                         | 0 – 1 (0 – 0) | Go Ahead           |
| 18 mei 1967 Plaats: Heemstede Sportparklaan  |                                                                             |               | 72' Oeki Hoekema   |

## Statistieken RCH 1966/1967

### Eindstand RCH in de Nederlandse Eerste divisie 1966 / 1967
| Stand | Gespeeld | Gewonnen | Gelijk | Verloren | Punten | Doelpunten voor | Doelpunten tegen |
| ----- | -------- | -------- | ------ | -------- | ------ | --------------- | ---------------- |
| 13e   | 38       | 11       | 11     | 16       | 33     | 44              | 54               |

### Topscorers
| #                 | Naam               | Goal |
| ----------------- | ------------------ | ---- |
| 1.                | Dick Meijer        | 12   |
| 2.                | Gerrie de Goede    | 6    |
| 2.                | Uli Maslo          | 6    |
| 2.                | Bert van Wooning   | 6    |
| 5.                | Jan Honout         | 4    |
| 6.                | Chris Hendriks     | 3    |
| 7.                | Jan van Doesselaar | 2    |
| 7.                | Henny van Werve    | 2    |
| 9.                | Jan Fransz         | 1    |
| 9.                | Koos van Weerlee   | 1    |
| Onbekend doelpunt |                    |      |
| –                 | Onbekend           | 1    |
| Totaal            | Totaal             | 44   |

| #      | Naam             | Goal |
| ------ | ---------------- | ---- |
| 1.     | Dick Meijer      | 3    |
| 2.     | Ries Coté        | 1    |
| 2.     | Jan Doesselaar   | 1    |
| 2.     | Gerrie de Goede  | 1    |
| 2.     | Koos van Weerlee | 1    |
| Totaal | Totaal           | 7    |

## Voetnoten
Alkmaar '54 ·
Blauw-Wit ·
Cambuur ·
FC Den Bosch/BVV ·
D.F.C. ·
DHC '66 ·
SC Drente ·
Eindhoven ·
De Graafschap ·
Heracles ·
Holland Sport ·
N.E.C. ·
RBC ·
RCH ·
SVV ·
Velox ·
Vitesse ·
Volendam ·
De Volewijckers ·
FC Zaanstreek